# Alexe Altenkirch

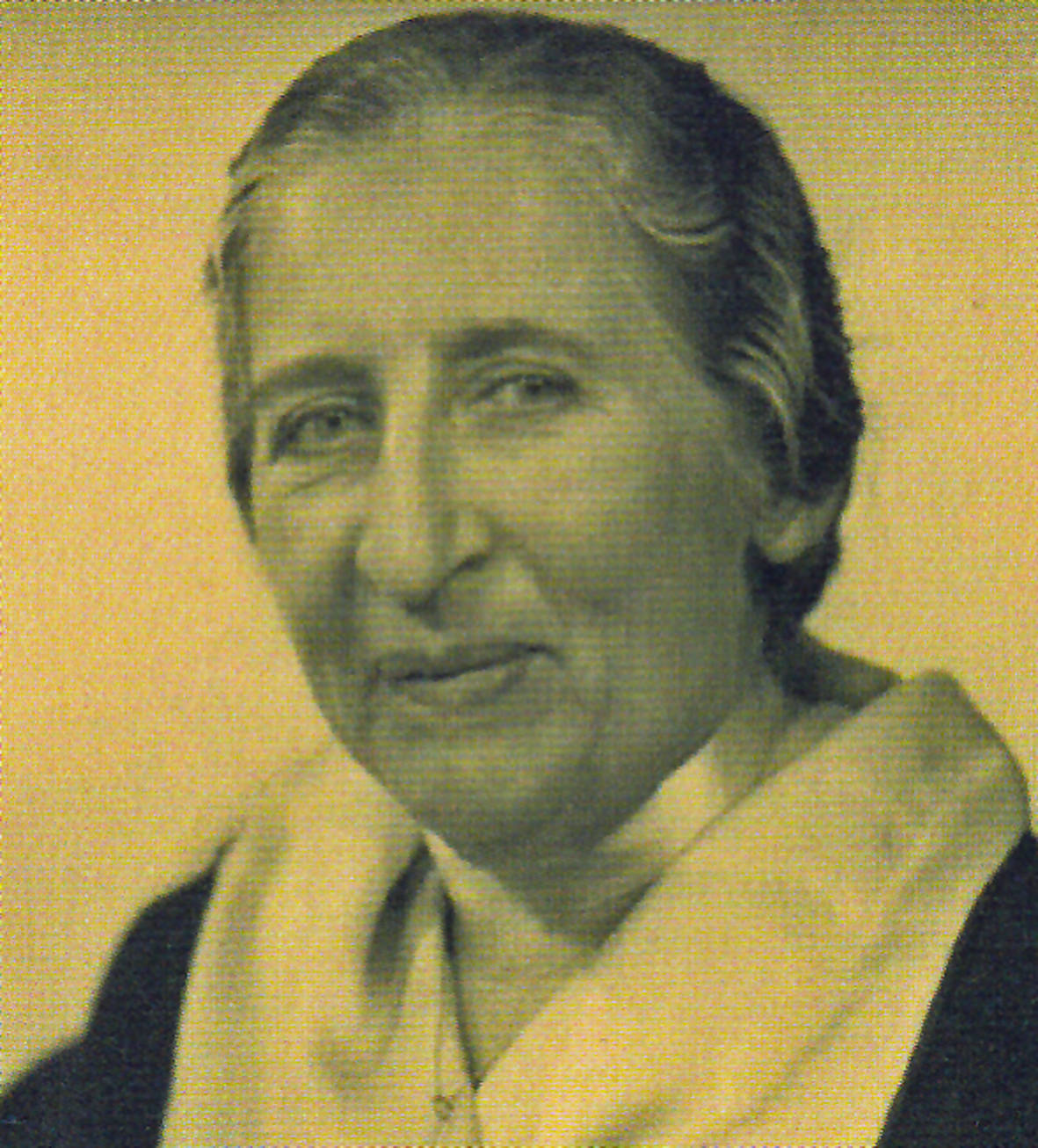
Porträt von Alexe Altenkirch

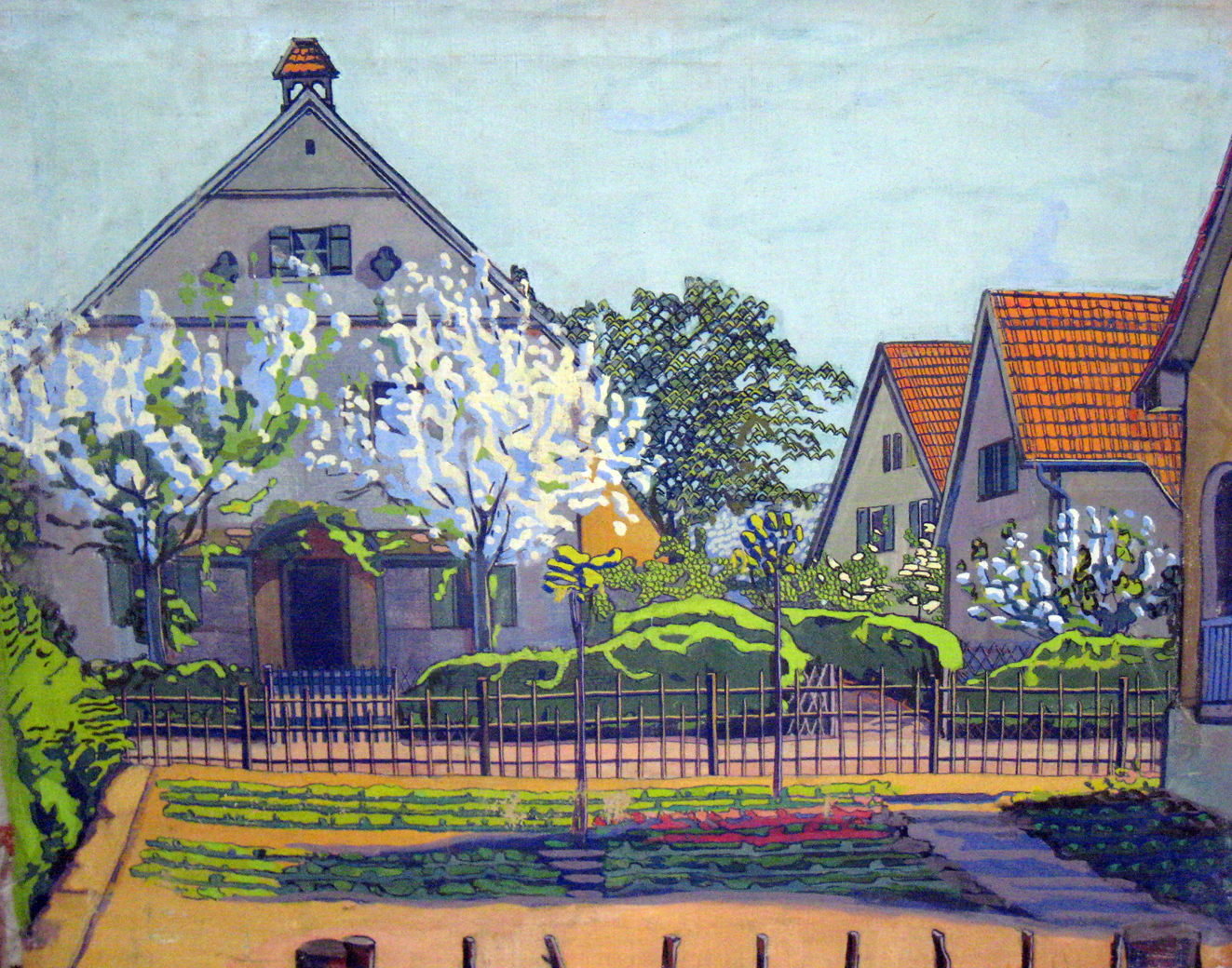
Gartensiedlung Gronauerwald, Gemälde von Alexe Altenkirch um 1900

Alexe (Alexandra) Altenkirch (* 5. Juli 1871 in Kreuznach; † 25. September 1943 in Bad Kreuznach) war eine deutsche Malerin, Grafikerin, Designerin und Kunstpädagogin.

## Leben und Wirken

### Ausbildung
Alexandra Altenkirch wurde als drittes Kind des Weingutbesitzers Carl August Altenkirch und seiner Frau Marie Gabriele Eccardt in Kreuznach geboren. Carl August Altenkirch ermöglichte seiner künstlerisch begabten Tochter Alexandra eine weiterführende Ausbildung am privaten „Luiseninstitut für höhere Töchter“, das von der Schwester von Alexandras Mutter, Elise Eccardt in Kreuznach geführt wurde. Die miteinander verwandten Winzer- und Kellereifamilien Altenkirch, Eccardt und Thormählen waren ambitionierte Förderer der Schönen Künste. Nach dem Schulabschluss absolvierte Alexandra zunächst eine einjährige Ausbildung zur Hauswirtschafterin.
Alexe hätte gerne Architektur studiert, aber bis 1908 war ein Studium für Frauen an Technische Hochschulen in Preußen nicht möglich. Sie studierte stattdessen ab 1888 bei Paul Andorff und ihrem Onkel Emil Thormählen an der Zeichenakademie Hanau und später auf Vermittlung an der Kunstgewerbeschule München.
In Hanau wurde sie zunächst in der Handhabung verschiedener kunstgewerblicher Techniken, unter anderen der Kunststickerei, Nadelmalerei und Knüpftechnik ausgebildet. An der Damenakademie der Kunstgewerbeschule München besuchte sie von 1892 bis 1895 Zeichenkurse bei Friedrich Fehr, Ludwig von Herterich und Ludwig Schmid-Reutte. Darüber hinaus vertiefte sie das Studium der Architektur- und Landschaftsmalerei sowie der Porträtdarstellungen.
Es folgten Studienaufenthalte in Frankreich (Paris und Nizza), in Italien (Venedig und Florenz), auf dem Balkan und in der Türkei. Bei einem halbjährigen Aufenthalt im Kaukasus erlernte sie Batik-Techniken und vertiefte ihre Fähigkeiten im Weben von Stoffen. Auf Anraten ihres Onkels Emil Thormählen ging sie 1900 nach Karlsruhe, um sich im Atelier von Franz Hein mit Werbegrafik und Lithografien zu beschäftigen. Um praktische Erfahrungen mit der Herstellung von Werbegrafiken zu sammeln, arbeitete sie in dieser Zeit bei der Druckerei Klimsch in Frankfurt und eröffnete ihr eigenes Atelier in Karlsruhe.
Im Winter 1902 folgte sie einer Einladung von Marie von Edinburg an den königlichen Hof nach Bukarest, um einige Auftragsarbeiten anzufertigen. Nach ihrer Rückkehr erteilte sie Kunstunterricht für Frauen und Mädchen, unter anderem auch Mitgliedern der russischen Zarenfamilie, in ihrer Heimatstadt Kreuznach.

### Lehr- und Berufstätigkeit in Köln und Bergisch Gladbach
Auf Anraten ihres Bruders Karl Altenkirch, der in der Zanders Papierfabrik in Bergisch Gladbach tätig war, verlegte sie 1904 ihr Malatelier nach Köln. In Köln lernte sie zahlreiche Vertreterinnen des Adels und des privilegierten Kölner und Bergischen Bürgertums, unter anderem Mathilde von Mevissen, Elisabeth zu Mumm zu Schwarzenstein, Maria von Leyden, Maria und Olga Zanders sowie Adele Luise Meurer, kennen und engagierte sich in der Kölner Frauenbewegung für eine berufliche Qualifizierung von Mädchen und Frauen sowie für die Entwicklung der Frauenkultur in der Stadt.
Sie unterrichtete von 1903 bis 1909 in dem vom Mathilde von Mevissen gegründeten Cölner Mädchengymnasium am Apostelnkloster sowie auf Initiative von Maria Zanders ab 1904 an einer Mädchenfortbildungsschule in Bergisch Gladbach die Schülerinnen im Zeichnen. Für den im Klapperhof ansässigen Verein weiblicher kaufmännischer Angestellter erteilte sie kunstgewerbliche und technische Zeichenkurse und bildete die Frauen zu Zeichnerinnen und Lithographinnen aus. 1905 gründete sie gemeinsam mit privilegierten Damen der Kölner Gesellschaft den Kölner Frauenklub, der dank großzügiger Spenden über repräsentatives Gebäude (Am Hof 36) verfügte, in dem sich die Frauen zu verschiedenen Veranstaltungen treffen konnten. Neben einem Salon und einem Speisezimmer, verfügte das Haus auch über Gästezimmer und eine Bibliothek, für die Alexe Altenkirch die Gestaltung des Katalogs übernahm. Im Jahr 1906 begann sie ihre Tätigkeit als Werbegrafikerin und „Reklame-Leiterin“ bei der Papierfabrik J.W. Zanders, die sie bis 1932 fortsetzen sollte.
Im Jahr 1907 wurde an der Kölner Kunstgewerbeschule (den späteren Kölner Werkschulen) eine Damenabteilung für Textilentwurf und Freie Malerei eingerichtet und Alexe Altenkirch von Gustav Halmhuber als Dozentin berufen. Sie war dort bis zur Berufung der Keramikerin Dorkas Reinacher-Härlin über 15 Jahre lang die einzige Frau unter den Dozenten. Sie richtete sich ein eigenes Atelier für freie und angewandte Kunst im Dachgeschoss des Hauses Hohenzollernring 48 ein. Gemeinsam mit Emil Thormählen richtete sie 1910 eine Tagesklasse für Schülerinnen ein und unterrichtete die vorwiegend höheren Töchter unter anderem in Aktmalerei. Im Jahr 1912 wurde sie Mitglied im Deutschen Werkbund und gestaltete 1914 bei der Kölner Werkbundausstellung die Innenausstattung der Bibliothek im „Haus der Frau“. Nach der reichsweiten Zulassung von Frauen als Professorin im Jahr 1923 wurde Alexe Altenkirch zur Professorin für Textilentwurf und freie Malerei ernannt. In den 1920er Jahren unterrichtete sie neben privilegierten Schülerinnen auch zunehmend auch Studentinnen, die auf finanzielle Studienunterstützung angewiesen waren.  Ende der 1920er Jahre gehörte Alexe Altenkirch neben Nina Andrae, Elsbeth Gropp, Luise Straus-Ernst, Ida Dehmel und Martha Hegemann zu den aktiven Mitgliedern der Kölner Ortsgruppe der GEDOK.

## Werke und Ausstellungsbeteiligungen
Alexe Altenkirch war in den Bereichen Innenarchitektur, Möbeldesign, Werbegrafik, Textilgestaltung, Mode, freie und angewandte Malerei tätig und lehrte an den Kölner Werkschulen bis 1932. Sie gestaltete neben Wohnungseinrichtungen, u. a. das arabische Zimmer in der Villa Andres in Bad Kreuznach,  auch Stände und Räume auf internationalen Messen und Ausstellungen. Stilistisch ist ihre künstlerische Frühphase durch den Impressionismus, Jugendstil und die Wiener Secession geprägt. Später waren ihre Werke von den Konstruktivisten und der niederländische Gruppe De Stijl beeinflusst. Eine der umfangreichsten Sammlungen der Werke von Alexe Altenkirch befinden sich heute Besitz der Stiftung Zanders.
Zu den wichtigsten Ausstellungen und Werken der Künstlerin zählen:
- Brüsseler Weltausstellung (1910)
- Turiner Weltausstellung (1911)
- Kölner Werkbundausstellung, Gestaltung einer Bibliothek für das Haus der Frau (1914)
- Kölner Zoo, Blauer Raum des Zoorestaurants (1928)
- Pressa, Gestaltung von Messeständen der Firma Zanders und der Deutschen Papierindustrie (1928)
- Festschrift der Papierfabrik Zanders (1929)
- Ausstellung der Kölner Werkschulen im Staatenhaus (1929)
- Kölner Krippenausstellung (1929)

## Privatleben
Alexe Altenkirch blieb unverheiratet und zeit ihres Lebens eng mit ihrer Familie in Kreuznach verbunden. Privat war sie mit Maria Zanders und Olga Zanders, der Frau von Hans Wilhelm Zanders, freundschaftlich eng verbunden. Nach dem Tod von Hans Wilhelm Zanders intensivierte sie die Freundschaft mit Olga Zanders: Alexe Altenkirch wohnte zeitweilig in Bergisch Gladbach und wurde in die Unternehmensführung der Papierfabrik einbezogen. Die beiden Frauen unternahmen zahlreiche gemeinsame Reisen nach Italien. Die Künstlerin besaß einen großen Bekanntenkreis von Künstlern, Politikern und Unternehmern und richtete regelmäßig geschätzte Atelierfeste aus, zu denen sie teilweise auch die Kostüme entwarf.
Alexe Altenkirch litt seit Ende der 1920er Jahre an der Parkinson-Krankheit, die sie zunehmend beeinträchtigte. Sie musste krankheitsbedingt 1932 ihre Lehr- und Berufstätigkeit aufgeben. Seit 1935 wohnte sie wieder in Köln, im Stadtteil Lindenthal (Theresienstr. 65).  Ende 1938 ging sie zu ihrer Familie nach Kreuznach zurück, wo sie bis zu ihrem Tod 1943 die letzten Lebensjahre verbrachte.

## Vereinsmitgliedschaften
- Verein Mädchengymnasium (ab 1902)
- Verein weiblicher kaufmännischer Angestellter (1902)
- Allgemeiner Deutscher Frauenverein
- Gründungsmitglied des Kölner Frauenklubs (1905), Vorstandsmitglied / Leiterin der Kunstkommission (ab 1906)
- Mitglied des Deutschen Werkbundes (1912)
- Gründungsmitglied (1929) und stellvertretende Vorsitzende der GEDOK Köln (1930), Fachgruppenleiterin der Sparte Bildende Kunst (1930)[7]

## Ehrungen
- Goldmedaille auf der Weltausstellung in Brüssel für den von ihr entworfenen Messestand der Firma Zanders (1910)
- Silbermedaille auf der Turiner Weltausstellung (1911)[11]
- Retrospektive der Stiftung Zanders (Villa Zanders, 1976).
- Die Stadt Köln benannte am 19. März 1998 eine Straße im Stadtteil Bilderstöckchen nach Alexe Altenkirch.[13]
- Linolschnitt von Eduard Prüssen: Aufnahme ihres Porträts in die Reihe Kölner Köpfe (2010)[6]

## Veröffentlichungen von Alexe Altenkirch
- Die Bedeutung der Zeichenkurse, in: Neue Deutsche Frauenzeitung, Heft 1 bis 3, (1905)
- Hundert Jahre J.W. Zanders Papierfabrik 1829–1929, Festschrift, Bergisch Gladbach (1929)